# حمض الهنترياكونتيليك
حمض الهنترياكونتيليك (أو حسب التسمية النظامية حمض الهنترياكونتانويك) هو حمض كربوكسيلي له الصيغة الكيميائية C31H62O2، والتي يمكن كتابتها على الشكل CH3(CH2)29COOH. ويكون على شكل صلب أبيض اللون. ينتمي حمض الهنترياكونتيليك إلى الأحماض الدهنية المشبعة.

## الوفرة الطبيعية
يوجد المركب في الطبيعة ضمن مكونات بعض المنتجات الطبيعية الشمعية، مثل شمع أوراق بعض النباتات؛ مثل أغاف سيزال. كما يوجد أيضاً في تركيب شمع مونتان.

## الخواص
يوجد المركب في الشروط القياسية على هيئة مادة صلبة، ذات لون أبيض، وهي غير منحلة عملياً في الماء، لكنها تذوب في المذيبات العضوية.

## اقرأ أيضاً
- حمض دهني